# Borebukta
Borebukta is een baai van het eiland Spitsbergen, dat deel uitmaakt van de Noorse eilandengroep Spitsbergen.

## Geografie
De baai is noordwest-zuidoost georiënteerd met een lengte van ongeveer dertien kilometer en een breedte van ongeveer 4,5 kilometer. Ze mondt in het zuidoosten uit in het fjord Isfjord. De baai ligt in het zuidoosten van het Oscar II Land.
In het noordwestelijk uiteinde van de baai mondt in het verlengde de gletsjer Borebreen uit in de baai.
Ongeveer tien kilometer naar het zuidwesten ligt de baai Ymerbukta en ongeveer acht kilometer naar het oosten ligt de monding van het fjord Nordfjorden.